# مارگارت تاد
مارگارت جورجینا تاد (به انگلیسی: Margaret Georgina Todd) (زاده ۱۸۵۹ - درگذشته ۱۹۱۸) یک نویسنده و دکتر اسکاتلندی بود که در سال ۱۹۱۳ پیشنهاد عبارت ایزوتوپ را به فردریک سودی که یک شیمی‌دان بود داد.